# Friedrichshafen G.IV
Los Friedrichshafen G.IV y G.V (designaciones de fábrica FF.61 y FF.55, respectivamente) fueron bombarderos pesados diseñados y construidos en Alemania, durante la Primera Guerra Mundial, por Flugzeugbau Friedrichshafen. El G.IV entró en servicio limitado con el Luftstreitkräfte (Servicio Aéreo Imperial Alemán), realizando operaciones de bombardeo táctico y estratégico limitado, mientras que el G.V y un diseño de continuación, el FF.62, no volaron hasta después del Armisticio.

## Desarrollo
Aunque la serie G.III había demostrado ser exitosa, los ingenieros de Friedrichshafen comenzaron a trabajar en un avión de reemplazo durante 1917. Enfrentados al hecho de que cualquier sucesor tendría que ser propulsado por el mismo motor Mercedes D.IVa de 190 kW (260 hp) de la serie G.III, los ingenieros decidieron aumentar las prestaciones intentado aligerar el avión. En parte, esto se consiguió desmontando completamente el puesto del artillero de morro. Otro cambio importante fue que los motores gemelos ahora no estarían dispuestos en configuración propulsora por primera vez. Se produjeron dos versiones básicas de este bombardero; el G.IV, que poseía una unidad de cola similar a la del G.III, y el G.IVa, que poseía una unidad de cola similar a la de los G.IIIa y G.IIIb. Aparte de otras modificaciones en el fuselaje y superficies de cola para compensar el cambio en el centro de gravedad del avión, los G.IV eran más o menos similares a los G.III. Se conoce poco de la carrera en servicio de los G.IV y G.IVa. Se encargaron dos lotes de estos bombarderos a Friedrichshafen y a Daimler, y algunos fueron entregados antes del final de la guerra. Si bien es cierto que se entregaron algunos ejemplares del mejorado G.IV, no está claro cuántos fueron o si entraron en servicio en el frente.
El G.V era, en general, similar al G.IV, y presentaba una unidad de cola con forma de caja similar. Sin embargo, se diferenciaba en que poseía un fuselaje delantero aún más corto, por lo que el morro del avión ahora estaba por detrás de los discos de las hélices. Esto permitió que los motores se acercaran a la línea central del avión, haciendo que el empuje asimétrico fuera menos problemático en caso de fallo de uno de sus motores. Un único prototipo voló el 9 de mayo de 1918, pero no fue puesto en producción. El FF.62 no voló hasta el 20 de noviembre, y era similar en general, excepto por volver a los Mercedes D.IVa en lugar de los nuevos motores Maybach Mb IVa, usados en el G.V.

## Variantes
G.IV (FF.61)
Bombardero bimotor tractor, derivado del G.III.
G.IVa
Versión mejorada del G.IV.
G.V (FF.55)
Versión de morro acortado del G.IV, con motores Maybach Mb IVa.
FF.62
Similar al G.V, pero con motores Mercedes D.IVa.

## Operadores
Imperio Alemán
- Luftstreitkräfte

## Especificaciones (G.IV)
Referencia datos: Flugzeugbau Friedrichshafen GmbH

### Características generales
- Tripulación: Tres
- Longitud: 12 m (39,4 ft)
- Envergadura: 22,6 m (74,1 ft)
- Superficie alar: 87 m² (936,5 ft²)
- Peso vacío: 2880 kg (6347,5 lb)
- Peso cargado: 4980 kg (10 975,9 lb)
- Planta motriz: 2× motor lineal de 6 cilindros refrigerado por agua Mercedes D.IVa.
  - Potencia: 190 kW (262 HP; 258 CV) cada uno.
- Hélices: 1× bipala de paso fijo por motor.
- Capacidad de combustible: 671 kg

### Rendimiento
- Velocidad máxima operativa (Vno): 142 km/h (88 MPH; 77 kt)

### Armamento
- Ametralladoras: 

  - 2x Parabellum MG 14 de 7,92 mm en montajes flexibles
- Bombas: Hasta 1000 kg

## Aeronaves relacionadas

### Aeronaves similares
- Gotha G.V
- Gotha G.VI
- Gotha G.VII
- AEG G.IV
- AEG G.V

### Secuencias de designación
- Secuencia FF._ (interna de Friedrichshafen): ← FF.49 - FF.53 - FF.54 - FF.55 - FF.59 - FF.60 - FF.61 - FF.62 - FF.63 - FF.64 - FF.66 →
- Secuencia G._ (bombarderos biplano bimotor armados del Idflieg, para Friedrichshafen): G.I - G.II - G.III - G.IV - G.V - G.VI